# 第95空降突擊旅 (烏克蘭)
第 95空中突擊是烏克蘭空降突擊軍的一個旅及快速反應部隊， 位於日托米爾。 部隊曾被評為是烏軍中最負盛名和最有能力的部隊之一。 此外，第95空降突擊旅亦是烏克蘭派往參與和平夥伴關係計劃的部隊之一。 2014年，該旅因據稱在頓巴斯戰爭期間對分離主義部隊和俄羅斯軍隊造成了重大損失，而受到廣泛關注。

## 歷史
烏克蘭空降突擊軍第242坦克訓練團第95訓練中心於1990年代初在日托米爾創立，基地位於科爾布提夫卡 (Korbutivka)，隸屬於第117近衛坦克訓練師。 1995年，訓練中心被改編為第95獨立空降旅。除本部連和偵察連外，所有部隊均遷往博胡尼亞。
第95空降突擊旅在1994年執行了第一次跳傘演習行動。該旅也是第一批於1994年10月5日獲得戰旗的空中機動部隊之一。直到1996年春天，所有的跳傘行動都使用Mi-8直升機。1996年夏末，部隊開始使用伊留申-76運輸機。另外，所有跳傘演習均在斯莫科夫卡地區和位於捷捷列夫河對面的斯塔羅康斯坦丁寧公路地區的旅訓練場進行。目前，該旅的空降區位於辛古里附近，距離日托米爾 10（6英里）。
起初，該旅下轄4個營，其中1個營後來解散。 後來，該旅士兵參加了黎巴嫩、塞拉利昂、剛果民主共和國、利比里亞、南斯拉夫、科索沃以及伊拉克(2003年至2005年之間)的維和任務。
2000年，第95獨立空降旅改編為空中機動旅，隸屬於第8集團軍。
目前，該旅下轄的第13獨立空中機動營，由職業士兵而非義務兵組成。 此外，該旅的第二空中機動營，由駐紮在科爾布托夫卡的義務兵組成（A-1910）。 而旅總部和義務兵第1空中機動營、特種部隊、砲兵部隊和後勤部隊均設在博胡尼亞 (A-0281)。
2014年，第95旅參加了頓巴斯戰爭期間的圍攻斯拉維揚斯克行動和克拉馬托爾斯克戰役。 2014年5月13日，該部隊的7名傘兵在克拉馬托爾斯克遭到分離主義分子的伏擊身亡。
2014年8月，第95旅參與了一次突襲分裂主義防線行動。在行動中，得到裝甲裝備和附件加強的第95空中機動旅對分離主義防線發起突然襲擊，突入其後方，縱深長達450公里，摧毀及繳獲許多俄羅斯坦克和火砲，然後返回烏軍防線。此外，是次行動中第95旅不是作為一個集中的旅來行動，而是分成三個連規模的單位，在不同方向推進。據菲利普·卡伯稱，這是軍事史上縱深最長的突擊之一。
該部隊於2014年11月21日被部署到頓涅茨克國際機場，作為駐紮在該地區的烏克蘭軍隊定期輪換的一部分。
2021年11月29日，日托米爾市議會向烏克蘭國防部長及總統請求授予第95空中突擊旅榮譽稱號（烏克蘭語“Поліська”）。該市市長謝爾蓋·蘇霍姆林 (Serhiy Sukhomlyn) 解釋說，請求的目的是為了表彰這支部隊的作戰功績、高訓練表現以及在反恐和締造和平行動中取得的成功。他還表示，"這個要求是來自該旅的戰士們"。
2022年6月28日，第95空降突擊旅因在俄烏戰爭期間的英勇表現而獲得“勇氣和勇敢”榮譽獎。

## 結構
截至2022年，第95空中突擊旅的結構如下：
- 第95空中突擊旅，日托米爾
  - 本部連
  - 第13空中突擊營（創建於1993年，主力參與維和行動）[20]
  - 第1空中突擊營
  - 第2空中突擊營
  - 坦克連
  - 砲兵群
  - 偵察連
  - 防空連
  - 支援單位（包括所有後部部隊，如工程師、通訊、醫務人員和物資支援單位）。[20]

## 歴任指揮官
- 維塔利·拉耶夫斯基 (Vitaly Raevsky)少將
- 金澤斯基 (Kinzerskiy)上校
- 查巴年科 (Chabanenko)上校
- 霍圖克 (Hortuyk)上校
- 亞歷山大·什韋茨 (Oleksandr Shvets)中校 (2008年)[21]
- 奧萊·胡利亞克 (Oleh Huliak)中校[22]
- 斯坦尼斯拉夫·丘馬克 (Stanislav Chumak)上校
- 米哈伊洛·扎布羅德斯基 (Mykhaylo Zabrodsky)上校（2013年-2015年）
- 奧萊赫特 (Oleh Hut)上校 (2015年–2018年)[23]
- 馬克西姆·米爾戈羅德斯基 (Maxim Mirgorodsky)上校 (2018年–2021年)[24][25]
- 德米特羅·布拉提什科 (Dmytro Bratishko) (N/A-現今)[20]

## 圖集

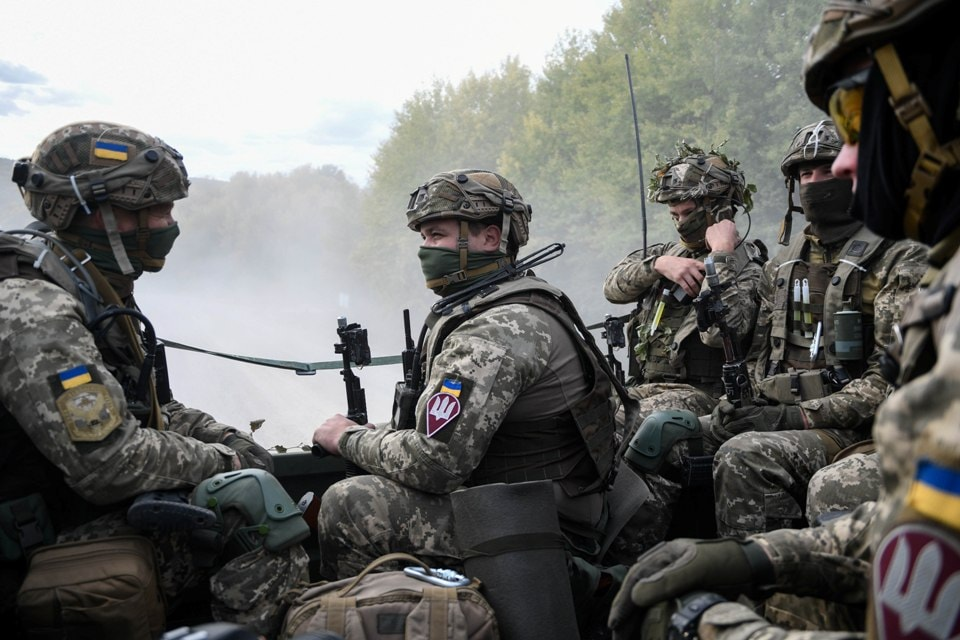
參與«Saber Junction-2018»的烏軍士兵。
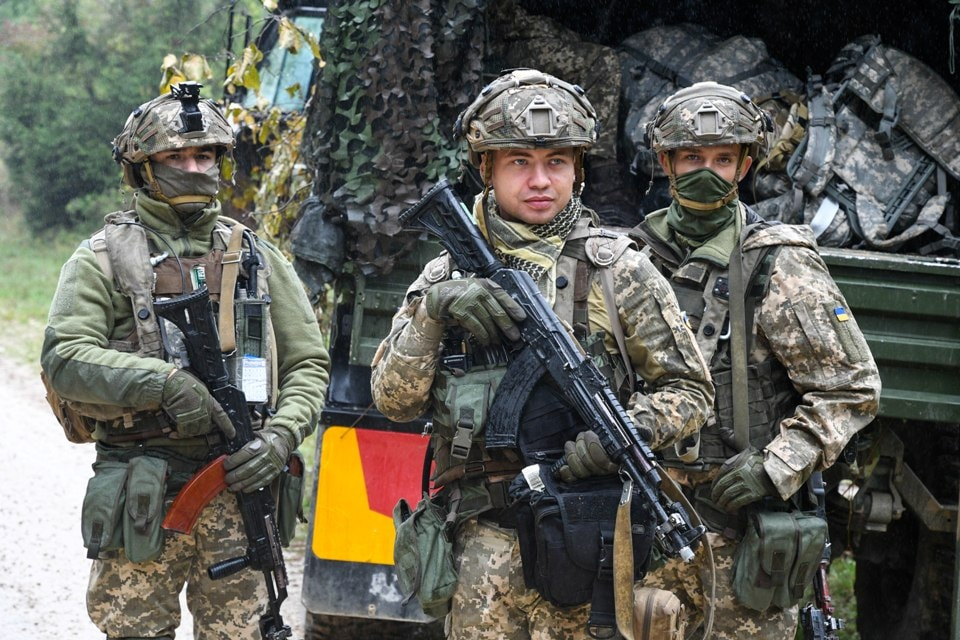
正前往參與 «Saber Junction-2018»的第95空降突擊旅士兵。
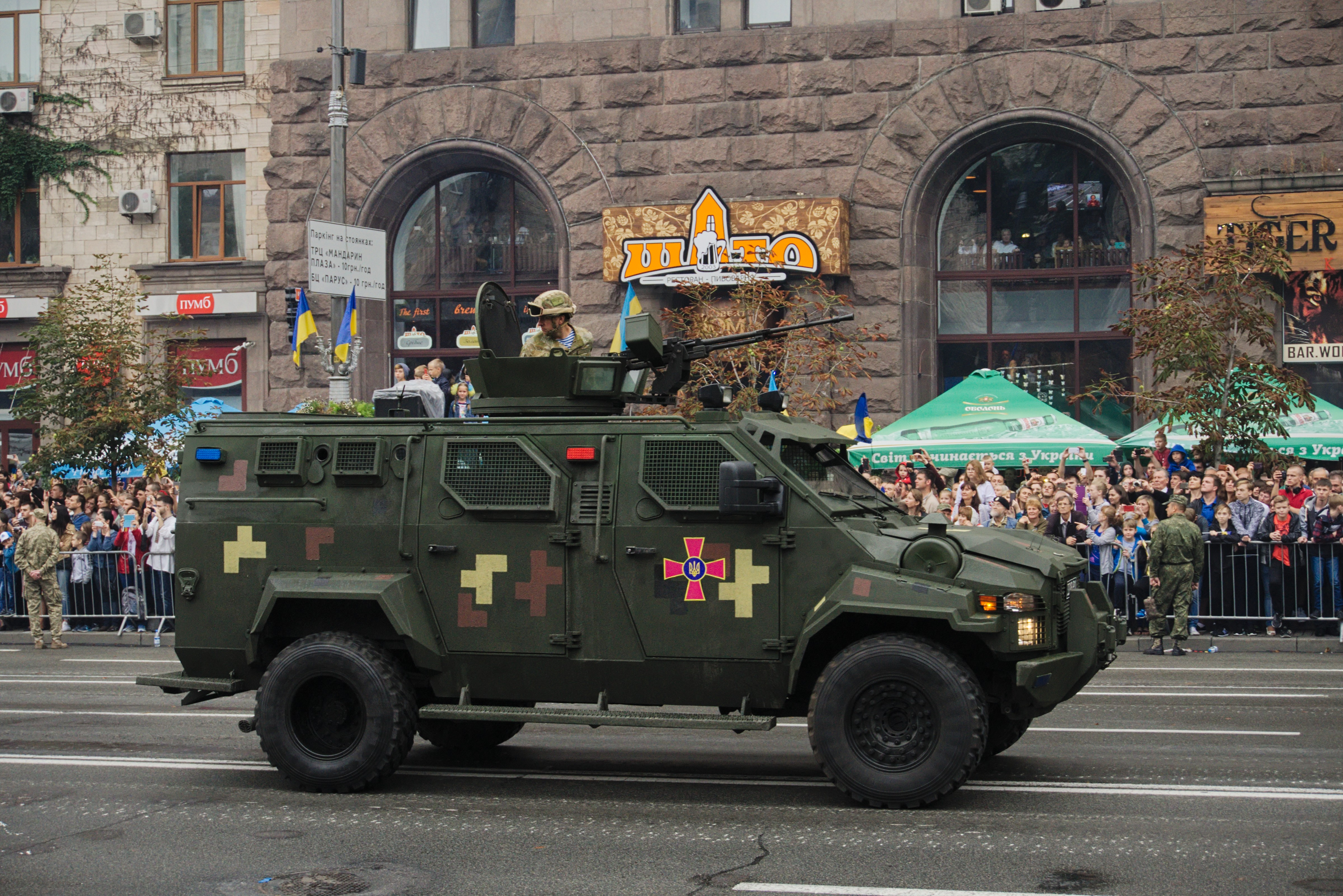
在2016 年獨立日慶典中示眾的KRAZ "Spartan"，屬於第95旅。

### 引用
1. 1 2  More than 30 killed in Odessa blaze as Ukraine violence spreads （页面存档备份，存于）, Channel NewsAsia (3 May 2014)

（烏克蘭語） The number of dead commandos during Kramatorsk increased to seven - SBU （页面存档备份，存于）, Ukrayinska Pravda (13 May 2014)
2. ↑   (PDF).   [2023-07-06]. （原始内容存档 (PDF)于2018-04-17）.
3. 1 2 3 4   [95th Separate Airmobile Brigade]. Ryazan Airborne School Alumni, Spetsnaz and Airborne Veterans Organization.   [24 August 2016]. （原始内容存档于20 June 2014） （俄语）.
4. ↑  .   [24 August 2017]. （原始内容存档于25 August 2017）.
5. ↑  . 29 July 2014  [2023-07-06]. （原始内容存档于2022-11-25）.
6. ↑  . Censor.NET.   [2023-07-06]. （原始内容存档于2023-03-09）.
7. ↑  Partnership for Peace Ukrainian Designated Units （页面存档备份，存于）.
8. 1 2  . www.mca-marines.org.   [2017-08-24]. （原始内容存档于25 August 2017） （英语）.
9. ↑  .   [2023-07-06]. （原始内容存档于2023-09-14）.
10. ↑  Feskov et al 2013，第465頁.
11. ↑  . （原始内容存档于7 June 2011） （乌克兰语）.
12. ↑  . www.kyivpost.com. 13 May 2014  [2016-05-25]. （原始内容存档于2014-05-13）.
13. ↑  . BBC News. 13 May 2014  [2016-05-25]. （原始内容存档于2014-05-14） （英国英语）.
14. ↑  . Reuters. 2014-05-14  [2016-05-25]. （原始内容存档于2022-11-25）.
15. ↑  . Украинская правда.   [2016-05-25]. （原始内容存档于2022-11-25）.
16. ↑  . Ukrinform.
17. ↑  . 2021-12-20  [2022-10-10]. （原始内容存档于20 December 2021）.
18. ↑  . 2022-02-14  [2022-10-10]. （原始内容存档于14 February 2022）.
19. ↑  . 2022  [2023-07-22]. （原始内容存档于2022-06-29）.
20. 1 2 3  . www.facebook.com.   [2022-11-24]. （原始内容存档于2022-05-27） （英语）.
21. ↑  .   [2023-07-22]. （原始内容存档于2020-09-20） （乌克兰语）.
22. ↑  .   [2023-07-22]. （原始内容存档于2022-11-25） （乌克兰语）.
23. ↑  . www.1.zt.ua.   [2017-08-25]. （原始内容存档于2020-09-20）.
24. ↑  . www.golos.com.ua. 6 December 2018  [2022-10-12]. （原始内容存档于2019-02-17） （乌克兰语）.
25. ↑  . novynarnia.com. 2021-08-09  [2022-10-12]. （原始内容存档于2021-08-14） （乌克兰语）.